# کوکراجهار
کوکراجهار (به انگلیسی: Kokrajhar) یک منطقهٔ مسکونی در هند است که در بخش کشی نگر واقع شده‌است. کوکراجهار ۱٬۰۰۰٬۰۰ نفر جمعیت دارد و ۳۸ متر بالاتر از سطح دریا واقع شده‌است.